# Джяковиця

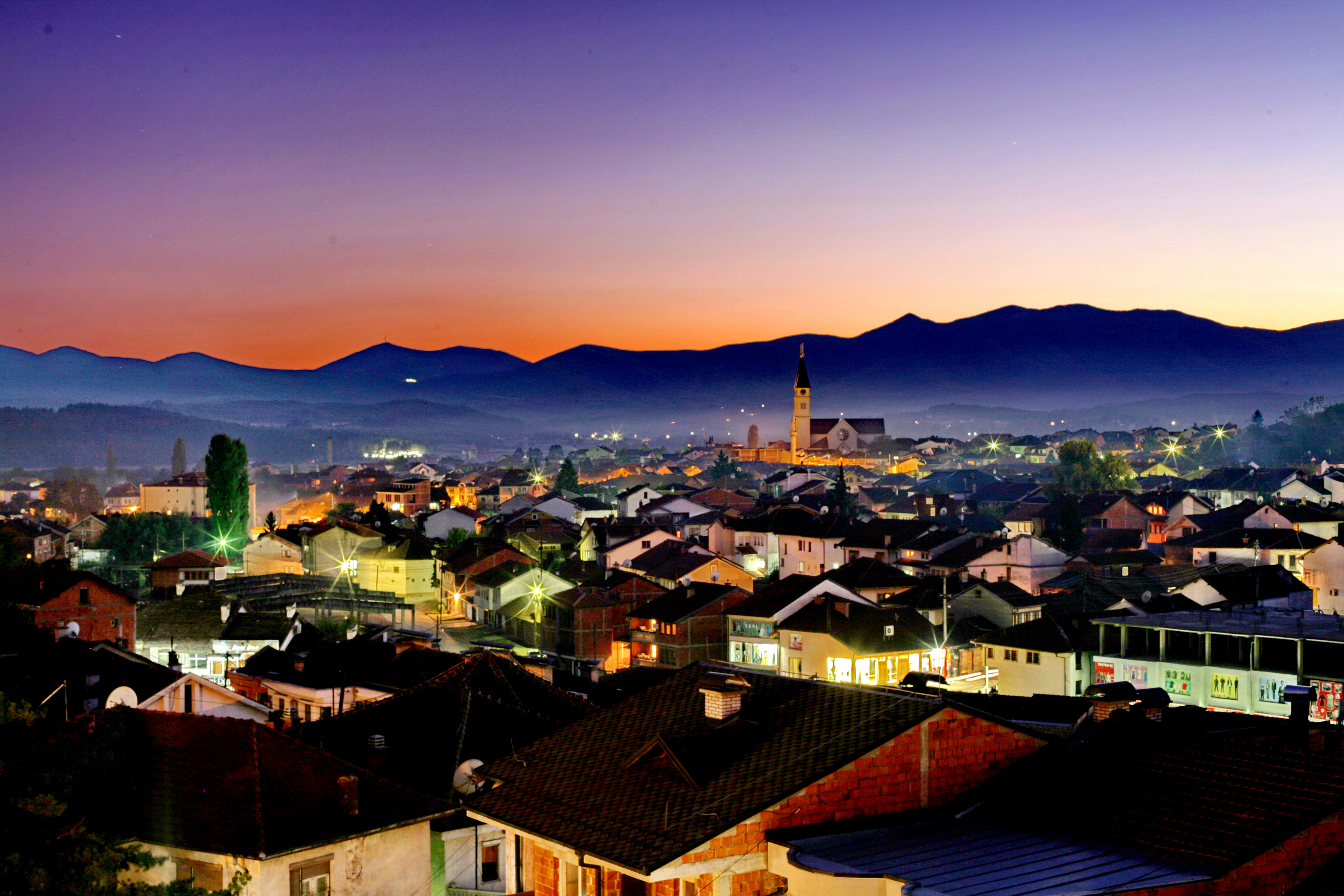

Джяковиця (серб. Ђаковица / Đakovica) або Джакова (алб. Gjakovë, Gjakova; тур. Yakova) — місто і муніципалітет у західній частині Косова. Воно також є адміністративним центром однойменної області. Населення муніципалітету в 2011 році складало 94 556. Четверте за величиною місто в країні. Центр індустрії (текстильна, харчова промисловості) та ремесел (срібло).
Мечеть (XVI століття), будинки в Балканському і східному стилі, Старий базар. Біля міста видобувається хромова руда.

## Демографія
До війни на Балканах, у Джяковиці жили 61 400 осіб, з яких 89 % були косовські албанці, серби 4 % і 7 % інших національностей. Місто сильно постраждало під час війни.

## Транспорт
Біля міста розташований Аеропорт Джяковиця, станом на 2015 рік не діє.

## Уродженці
- Бесім Бокши (1930—2014) — албанський поет, лінгвіст і філолог.
- Міра Косовка (* 1959) — сербська співачка.
- Денис Маркай (* 1991) — косоварсько-швейцарський футболіст.
- Фаділь Ходжа (1916—2001) — югославський політичний діяч.
- Божидар Делич (1956—2022) — сербський політик.